# محوطه سید محمد دره سی ۲
محوطه سید محمد دره سی ۲ مربوط به دوران‌های تاریخی پس از اسلام است و در شهرستان بوئین‌زهرا، بخش آوج، روستای آدار واقع شده و این اثر در تاریخ ۲۵ خرداد ۱۳۸۱ با شمارهٔ ثبت ۵۷۹۰ به‌عنوان یکی از آثار ملی ایران به ثبت رسیده است.